# Agustín Querol
Augustín Querol y Subirats, född den 17 maj 1860 i Tortosa, död den 14 december 1909, var en spansk skulptör.
Querol, som studerade i Madrid och Rom, väckte stor sensation med sina hemsända arbeten av kraftig realism, våldsam rörelse och uttryck (Tradition, Franciskus sköter de spetälska, Tullia åker över sin faders lik). Sedan var han bosatt i Madrid, utförde en mängd byster, statyer (Francisco de Quevedo i Madrid, andra i Vigo, Manila, Havanna med flera städer) och stora monumentalverk, bland dessa minnesmärket över de stupade i Zaragoza (en ängel med utbredda vingar stöder en döende yngling), Alfonso XII:s ryttarmonument i Madrid med en mängd sockelfigurer – framryckande soldater med segerns gudinna Nike i spetsen – samt frontongruppen på nationalbiblioteket i Madrid. Dessutom är att nämna Cánovas del Castillos sarkofag med det sörjande Spanien nedanför den dödes bild och monumentet över Epatzas änka (en fattig ung kvinna med sitt barn) i Bilbao. Georg Nordensvan skriver i Nordisk familjebok: "Q:s skulptur är liffull och rörlig, full af glöd och lidelse."